# Orquestra Filarmônica do Japão
A Orquestra Filarmônica do Japão é uma orquestra baseada em Tóquio, Japão. A orquestra apresenta-se no Suntory Hall e no Tokyo Metropolitan Art Space.

## História
A Orquestra Filarmônica do Japão foi fundada dia 22 de Junho de 1956. Akeo Watanabe serviu como primeiro maestro da orquestra. Em 1958 a estreia de Pelléas et Mélisande de Debussy, com a regência de Jean Fournet. Em 1962, Charles Munch conduziu a Sinfonia Nº9 de Beethoven. Em 1972 a orquestra foi dissolvida, entretanto foi reorganizada no mesmo ano como a Nova Orquestra Filarmônica do Japão, pelos maestros Seiji Ozawa e Naozumi Yamamoto. Em 1973, Václav Smetacek foi apontado como maestro convidado.

## Maestros
Ken-Ichiro Kobayashi foi apontado como o maestro chefe da orquestra, em Outubro de 1990, Kobayashi foi apontado como diretor musical da orquestra em 2004, permanecendo na orquestra até 2007. Neeme Järvi fez sua estreia com a Filarmônica em Junho de 1995 e desde Setembro de 1995, Järvi é o principal maestro convidado. Valery Gergiev foi o maestro convidado em Novembro de 1996. Entre 2003 e 2008, o maestro residente foi Ryusuke Numajiri. O maestro Lukács Ervin foi apontado como o maestro honorário em Março de 2006 e James Loughran em Novembro de 2006. O atual maestro cehfe da orquestra é Alexander Lazarev, desde 2008. Pietari Inkinen foi apontado como principal maestro convidado, servindo na posição desde Agosto de 2009.